# Leroy Combs
Edwin Leroy Combs (Oklahoma City, 1º gennaio 1961) è un ex cestista statunitense, professionista nella NBA e in Australia.

## Carriera
Venne selezionato dagli Indiana Pacers al secondo giro del Draft NBA 1983 (26ª scelta assoluta).

## Palmarès
- Campione USBL (1988)
- USBL All-Defensive Team (1987)
- Miglior stoppatore USBL (1987)